# Gerhard Malkolm Leijonhielm
Gerhard Malkolm Leijonhielm, född 31 mars 1740 i Grebo församling, Östergötlands län, död 28 december 1793 Veta församling, Östergötlands län, var en svensk militär. 

## Biografi
Gerhard Malkolm Leijonhielm föddes 1740 i Dala gård i Grebo församling. Han var son till ryttmästaren Gerhard Leijonhielm vid Östgöta kavalleriregemente och Anna Maria Sinclair. Leijonhielm blev 8 maj 1753 volontär vid Östgöta kavalleriregemente, 30 september 1753 korpral och 12 juni 1753 kornett. Han utnämndes 28 april 176o till RSO. Leijonhielm blev 9 december 1760 löjtnant, 10 maj 1773 regementskvartermästare, 1 januari 1776 ryttmästares indelning, 23 augusti 1782 sekundmajor, 20 september 1783 premiärmajor och 23 februari 1787 överstelöjtnant vid regementet. Han blev 15 maj 1792 överste i Svenska armén. Leijonhielm avled 1793 på Mantorp i Veta församling.

### Familj
Leijonhielm gifte sig 1763 med Christina Elisabet von Üsedom (1736–1790), dotter av Eggert von Üsedom och Lucie von Krassow. De  fick tillsammans sekundmajoren Christoffer Vilhelm Leijonhielm (1763–1809) vid livgrenadjärregementet, Anna Maria Leijonhielm (1764–1790) och översten Gottlieb David Carl Leijonhielm (1766–1833).